# 쿠킹올림픽 고추장
《쿠킹올림픽 고추장》은 2010년 KBS Joy에서 방송된 상금 1000만원이 걸린 요리 서바이벌 프로그램이다. 10명이 본선에 진출했다.

## 순위
- 우승 : 홍인기
- 준우승 : 황태원
- 3위 : 조승현
- Top4 : 송인규
- Top6 : 김상욱, 홍란
- Top9 : 강현구, 송영헌, 정성홍
- Top10 : 박순창